# Serralada d'Apolobamba
La serralada d'Apolobamba és una serralada que es troba a la frontera entre el Perú i Bolívia i que forma part de la gran serralada dels Andes. El cim més elevat és el nevado Chaupi Orco (6.044 msnm), situat a la frontera. La serralada fa uns 50 quilòmetres d'est a oest i uns 30 de nord a sud. En ella hi ha la població de Curva, a 3.800 msnm, i poblada per gent de la cultura Kallawaya. El vessant bolivià correspon al Departament de La Paz, mentre el vessant peruà correspon a la regió de Puno.

## Principals muntanyes
Algunes de les principals muntanyes de la serralada són:
- Akamani, 5.400 m
- Allqamarini, 4.920 m
- Apachita Pura Pura, 5.360 m
- Asu Q'arani, 5.580 m
- Canisaya, 5.706 m
- Chawpi Urqu, 4.617 m
- Choquechambi, 5.000 m
- Chuquyu, 5.546 m
- Cuchillo, 5.655 m
- Chapi, 5.400 m
- Chocñacota, 5.300 m
- Iskay Cruz Rit'i, 5.200 m
- Cunuyo, 4.800 m
- Jach'a Waracha, 5.540 m
- Janq'u Uma, 4.800 m
- Ichocollo, 5.423 m
- Katantika, 5.630 m
- Kulli Pata, 4.800 m
- Kuntur Ikiña, 5.100 m
- K'usilluni, 4.600 m
- Locopauchenta, 5.000 m
- Losojocha, 5.338 m
- Machu Such'i Qhuchi, 5.679 m
- Manqu Qhapaq
- Nubi, 5.710 m
- Palomani, 5.723 m
- Punta Yavre, 4.600 m
- Qala Phusa, 5.465 m
- Jajahuaycho, 5.200 m
- Jorhuari, 5.200 m
- Qutañani, 4.900 m
- Qillwa Quta, 4.900 m
- Q'umir Pata, 4.720 m
- Q'uru Qhini
- Rit'i Apachita, 5.029 m
- Riti Urmasca, 5.200 m
- Ritipata, 5.350 m
- Rit'iyuq, 4.900 m
- Salluyu, 5.650 m
- Sorapata, 5.900 m
- Ulla Qhaya, 5.617 m
- Wanaku
- Huanacuni, 5.796 m
- Wank'uchiri, 5.382 m
- Waracha, 5.419 m
- Warini
- Wila Kunka, 4.520 m
- Vilacota, 5.179 m
- Huejo, 4.900 m
- Yanauma, 5.009 m
- Yana Urqu

## Llacs
A la serralada hi ha diversos llacs. El més gran és la llacuna Suches. Altres llacs serien:
- Ch'uxña Quta
- Chocñacota
- llacuna Cololo
- K'ayrani Quta
- K'iski Quta
- Qachu Quta
- Qaqa Waychu
- Qillwa Quta
- Q'illu Qucha